# Совет министров Молдавской ССР
Совет Министров Молдавской ССР — Правительство Молдавской ССР (молд. Советул де миништри ал РСС Молдовенешть) — высший исполнительный и распорядительный орган государственной власти Молдавской Советской Социалистической Республики, с 1946 года до момента упразднения республики.

## Возникновение
Совет Министров Молдавской ССР был учреждён Указом Президиум ВС Молдавской ССР от 26 марта 1946, вместо СНК Молдавской ССР в связи с тем, что 15 марта 1946 вышел Закон СССР «О преобразовании Совета народных комиссаров СССР в Совет министров СССР и Советов Народных Комиссаров союзных и автономных республик — в Советы Министров союзных и автономных республик».

## Полномочия и функционирование
Согласно Конституции Молдавской Советской Социалистической Республики, Совет Министров Молдавской ССР образовывался Верховным Советом Молдавской ССР в составе Председателя Совета Министров Молдавской ССР, Первого заместителя и заместителей Председателя, министров Молдавской ССР, председателей государственных комитетов Молдавской ССР. По представлению Председателя Совета Министров Молдавской ССР Верховный Совет Молдавской ССР мог включить в состав Правительства Молдавской ССР руководителей других органов и организаций Молдавской ССР.
Совет Министров Молдавской ССР являлся подотчётным и ответственным перед Верховным Советом Молдавской ССР, а в период между его сессиями — перед Президиумом Верховного Совета Молдавской ССР. Совет Министров Молдавской ССР был обязан регулярно отчитываться о своей работе перед Верховным Советом Молдавской ССР, и сложить свои полномочия пред вновь избранным Советом на его первой сессии.
К полномочиям Совета Министров Молдавской ССР относилось решение всех вопросов государственного управления, отнесенных к ведению Молдавской ССР, поскольку они не входили, согласно Конституции, в компетенцию Верховного Совета Молдавской ССР и Президиума Верховного Совета Молдавской ССР.
В качестве постоянного органа Совета Министров Молдавской ССР, действующего между его сессиями, работал Президиум Совета Министров Молдавской ССР в составе Председателя Совета Министров Молдавской ССР, Первого заместителя и заместителей Председателя Совета Министров Молдавской ССР, а также других членов Правительства в соответствии с Законом о Совете Министров Молдавской ССР. Он был необходим для решения вопросов, связанных с обеспечением руководства народным хозяйством, и других вопросов государственного управления.
Совет Министров Молдавской ССР издавал постановления и распоряжения на основе и во исполнение законодательных актов СССР и Молдавской ССР, постановлений и распоряжений Совета Министров СССР, организовывал и проверял их исполнение. Постановления и распоряжения Совета Министров Молдавской ССР были обязательны к исполнению на всей территории Молдавской ССР.
Совет Министров размещался в здании на центральной площади Кишинёва, которое было построено в 1964 году  по проекту архитектора С. Д. Фридлина, на месте Епархии Бессарабии. После 1991 года в здании размещается Правительство Молдавии..

## Изменения, связанные с распадом СССР
23 мая 1991 года, по решению Верховного Совета МССР, Совет Министров МССР был упразднен в связи с переименованием Молдавской Советской Социалистической Республики, в Республику Молдову. Преемником Совета стало Правительство Республики Молдовы.

## Председатели Совета министров Молдавской ССР
Руководителем Совета министров Молдавской ССР, согласно Конституции Молдавской ССР, являлся Председатель Совета министров Молдавской ССР:
- Рудь, Герасим Яковлевич (4 апреля 1946 — 23 января 1958)
- Диордица, Александр Филиппович (23 января 1958 — 15 апреля 1970)
- Антосяк, Георгий Фёдорович (15 — 24 апреля 1970, и. о.)
- Паскарь, Пётр Андреевич (24 апреля 1970 — 1 сентября 1976)
- Гроссу, Семён Кузьмич (1 сентября 1976 — 31 декабря 1980)
- Устиян, Иван Григорьевич (31 декабря 1980 — 24 декабря 1985)
- Калин, Иван Петрович (24 декабря 1985 — 10 января 1990)
- Паскарь, Пётр Андреевич (10 января — 24 мая 1990)
- Снегур, Мирча Иванович (24 — 25 мая 1990, и. о.)

Премьер-министр ССР Молдова
- Друк, Мирча Георгиевич (25 мая 1990 — 28 мая 1991)
- Муравский, Валерий Фёдорович (28 мая — 27 августа 1991)